# Кульбаба щетинистая
Кульба́ба щети́нистая, или Кульбаба шершаволи́стная, или Кульбаба шершавая (лат. Leóntodon híspidus), — многолетнее травянистое луговое растение с ярко-жёлтыми цветками, собранными в одиночные корзинки на безлистном цветоносе, с лопастными листьями, обычно шероховатое от звёздчатых волосков.
В "Ботаническом атласе растений Ленинградской области" БИН РАН предлагается русскоязычное название таксона Сокольник щетинистый, основанное согласно современной классификации на выделении  из рода Leontodon самостоятельного рода Scorzoneroides и использовании для первого названия Сокольник, а для второго - Кульбаба. В других авторитетных источниках данная номенклатура не поддерживается, все таксоны в ранге вида родов Leontodon и Scorzoneroides фигурируют как "Кульбаба + видовой эпитет".

## Ботаническое описание

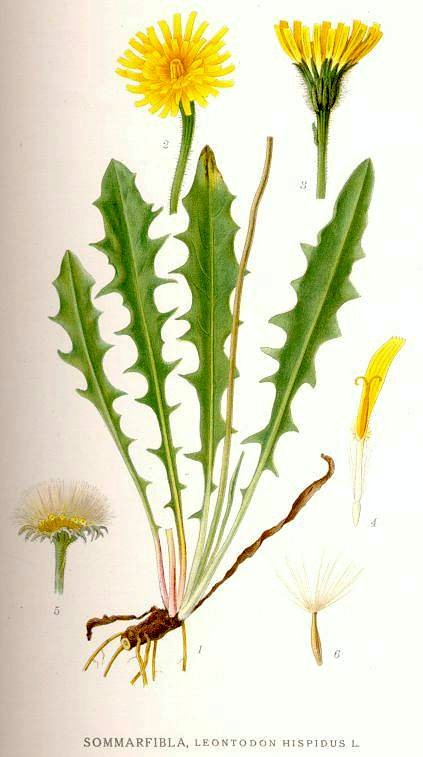

Многолетнее травянистое растение с ветвистым корневищем, образующим розетки листьев и безлистный цветонос 10—60 см высотой, покрытый многочисленными простыми и 2—3-конечными жестковатыми волосками.
Листья в прикорневой розетке, 3—35 см длиной и 0,3—4 см шириной, жёлто-зелёные, с бледной средней жилкой, обратноланцетные или линейно-обратноланцетные, выемчато-зубчатые по краю до перисто-лопастных, клиновидно суженные в крылатый черешок. Поверхности пластинки покрыты обыкновенно довольно многочисленными простыми и 2—3-конечными жестковатыми волосками, редко голые.
Корзинки 2,5—4 см в диаметре, одиночные на безлистном стебле, до раскрывания поникшие. Обёртка многорядная, листочки её черепитчато налегающие, прижатые, внешние — иногда слабо отогнутые, 5—15 мм длиной, линейно-ланцетные, покрытые многочисленными простыми и 2—3-конечными волосками, изредка голые. Цветки все язычковые, золотисто-жёлтые, краевые — с внешней стороны оранжевые или красноватые, редко серовато-фиолетовые. Рыльца жёлтые.
Плоды — семянки светло-коричневого цвета, веретеновидные, 5—8 мм длиной, с многочисленными продольными рёбрами и поперечными бороздами, с двурядным грязно-белым хохолком 9—11 мм длиной.

## Распространение
Преимущественно европейское растение, заходящее на Кавказ и в Иран. В России распространено по всей Европейской части, включая Ленинградскую область.

## Классификация

### Таксономия[3]
Leontodon hispidus L., 1753, Sp. Pl. : 799
Вид Кульбаба щетинистая относится к роду Кульбаба семейства Астровые (Asteraceae) порядка Астроцветные (Asterales). Кладограмма в соответствии с Системой APG IV:
|  |                                      |  |                                   |                                   |                    |  | ещё 10 семейств | ещё 10 семейств |                     |  |                         |  | еще 51 подтвержденных и 133 в статусе "непроверенных" видов и инфравидовых таксонов | еще 51 подтвержденных и 133 в статусе "непроверенных" видов и инфравидовых таксонов |  |
|  |                                      |  |                                   |                                   |                    |  | ещё 10 семейств | ещё 10 семейств |                     |  |                         |  | еще 51 подтвержденных и 133 в статусе "непроверенных" видов и инфравидовых таксонов | еще 51 подтвержденных и 133 в статусе "непроверенных" видов и инфравидовых таксонов |  |
|  |                                      |  |                                   | порядок Астроцветные              |                    |  |                 |                 | род Кульбаба        |  |                         |  |                                                                                     |                                                                                     |  |
|  |                                      |  |                                   | порядок Астроцветные              |                    |  |                 |                 | род Кульбаба        |  | 9 инфравидовых таксонов |  |                                                                                     |                                                                                     |  |
|  | отдел Цветковые, или Покрытосеменные |  |                                   |                                   | семейство Астровые |  |                 |                 | Кульбаба щетинистая |  |                         |  |                                                                                     |                                                                                     |  |
|  | отдел Цветковые, или Покрытосеменные |  |                                   |                                   |                    |  |                 |                 |                     |  |                         |  |                                                                                     |                                                                                     |  |
|  |                                      |  | ещё 63 порядка цветковых растений | ещё 63 порядка цветковых растений |                    |  |                 | ещё 1804 рода   | ещё 1804 рода       |  |                         |  |                                                                                     |                                                                                     |  |
|  |                                      |  |                                   | ещё 63 порядка цветковых растений |                    |  |                 |                 | ещё 1804 рода       |  |                         |  |                                                                                     |                                                                                     |  |

### Инфравидовые таксоны
- Leontodon hispidus subsp. brumatii  (Rchb.)  Wraber
- Leontodon hispidus subsp. hastilis  (L.)  Corb.
- Leontodon hispidus subsp. hastilis  (L.)  Pawłowska  (в статусе непроверенного по состоянию на декабрь 2022 г.)
- Leontodon hispidus subsp. hispidus  L.
- Leontodon hispidus subsp. montanus  (Ball)  Greuter
- Leontodon hispidus subsp. opimus  (Koch)  Finch & P.D.Sell
- Leontodon hispidus subsp. pseudincanus  (Hayek)  Soó  (в статусе непроверенного по состоянию на декабрь 2022 г.)
- Leontodon hispidus subsp. pseudocrispus  (Bisch.)  Greuter
- Leontodon hispidus subsp. pseudoincanus  (Hayek)  Soó

### Синонимы
- Apargia hispida  Hoffm.
- Hedypnois hispida  Huds.
- Leontodon hispidus subsp. danubialis  (Jacq.) Simonk.
- Leontodon hispidus var. glabratus  (Koch) Bisch.
- Leontodon hispidus var. hispidus
- Leontodon proteiformis subsp. proteiformis
- Picris hispida  All.
- Thrincia hispida  Roth
- Virea hispida  Gray
- Virea hispida var. hispida